# Шаарави, Худа
Худа Шаарави (23 июня 1879 — 12 декабря 1947) — египетская националистка, борец за права женщин, основательница Египетского женского союза и Арабского феминистского союза.

## Биография
Родилась в богатой семье в мухафазе Эль-Минья. Была третьей дочерью Мухаммада Султана, первого президента Египетского совета представителей. Всё детство и юность Шаарави провела в гареме. В возрасте 13 лет Худа была отдана замуж за своего двоюродного брата Али-пашу Шаарави. По мнению Маргарет Бардан, «последующее отдаление от мужа дало ей время чтобы получить образование, а также дало почувствовать неожиданный вкус независимости». Шараави получила образование в Каире. Её учили чтению Корана и ряду других предметов, обучение велось на османском и арабском языках. В соответствии законами того времени, преподавали ей только женщины. В этот период Шаарави начала писать стихи на арабском и французском языках. Позднее Худа Шаарави написала книгу воспоминаний о раннем периоде, которая была переведена на английский язык.

## Деятельность
В то время в Египте все женщины жили в отдельной части дома, которая называлась гарем. Также они были вынуждены носить хиджаб. Худа была не согласна с такими ограничениями прав женщин, она организовала чтение лекций женщинам по поводу их прав. Лекции Шаарави привлекли много женщин. Также её удалось убедить часть женщин пожертовать деньги для создания благотворительного фонда, целью которого являлось оказание помощи нуждающимся женщинам. В 1910 году Шаарави удалось добиться открытия школы для девочек, в этой школе больше времени уделялось академическим дисциплинам, а не практическим навыкам (например, акушерству).
После того, как Египет перешёл под власть Британии, многие египетские женщины принимала участие в протестах против британского правительства. В марте 1919 году Шаарави вместе с Сафией Заглул организовала крупнейшую женскую демонстрацию из 500 женщин с требованием независимости от Британской империи, первую женскую демонстрацию в современной истории Египта. Несмотря на приказы британских чиновников разойтись, женщины три часа проводили акцию протеста под палящим солнцем.
После смерти мужа в 1922 году Худа Шаарави приняла решение прекратить ношение на лице вуали, которой женщины традиционно закрывали лица в Египте. Поступок Шаарави произошёл в контексте растущего движения за права женщин в Египте, на принятие этого решения оказала влияние египетская активистка французского происхождения Эжени ле Брюн. В то же время другие активисты за права женщин, например, Мелек Хифни Насиф, осудили решение Шаарави. В 1923 году Худа Шаарави основала Египетский женский союз и стала его первым президентом, в том же году после возвращения с конференции Международного альянса суфражисток, проходившего в Риме, Худа Шаарави и Саиза Набарави на вокзале публично сняли со своих лиц накидки.
В 1925 году Шаарави организовала издание журнала «L'Égyptienne», который поддерживал права женщин.